# 水井口
水井口是中国广东省广州市从化区的一个自然村。在太平镇东面约7千米，属飞鹅村管辖。清朝时建村，因位在水井的井口处而得名。1998年时，全村人口146人。